# Sam Hobbs
Samuel Francis Hobbs (* 5. Oktober 1887 in Selma, Dallas County, Alabama; † 31. Mai 1952 ebenda) war ein US-amerikanischer Rechtsanwalt, Richter und Politiker (Demokratische Partei).

## Werdegang
Samuel Francis Hobbs besuchte öffentliche Schulen, die Callaway Preparatory School in Selma und das Marion Military Institute in Marion. Dann besuchte er die Vanderbilt University in Nashville (Tennessee) und graduierte 1908 an der juristischen Fakultät der University of Alabama in Tuscaloosa. Seine Zulassung als Anwalt bekam er im gleichen Jahr und fing dann in Selma an zu praktizieren. Hobbs wurde 1921 zum Richter am vierten Gerichtsbezirk von Alabama ernannt. Er wurde 1923 in dasselbe Amt gewählt und bekleidete es bis zu seinem Rücktritt 1926. Danach ging er wieder seine Tätigkeit als Anwalt nach. Er hatte 1931 den Vorsitz über die Muscle Shoals Commission und 1933 über das Alabama National Recovery Administration Committee.
Hobbs wurde in den 74. US-Kongress gewählt und in die sieben nachfolgenden US-Kongresse wiedergewählt. Er war im US-Repräsentantenhaus vom 3. Januar 1935 bis zum 3. Januar 1951 tätig. In dieser Zeit berief ihn das US-Abgeordnetenhaus 1936 zu einem der Leiter, die das Amtsenthebungsverfahren gegen Halsted L. Ritter, Richter am United States District Court for the Southern District of Florida, führen sollten. Hobbs strebte 1950 keine Wiederwahl mehr an. Nach Ende seiner Amtszeit kehrte er nach Selma zurück, wo er seine Tätigkeit als Anwalt wieder aufnahm.
Hobbs verstarb dort 1952 und wurde auf dem Live Oak Cemetery beigesetzt.